# Рудники (Луцький район)
Рудники — село в Україні, у Колківській селищній територіальній громаді Луцького району Волинської області. Населення становить 1461 осіб.

## Населення
Згідно з переписом УРСР 1989 року чисельність наявного населення села становила 1493 особи, з яких 727 чоловіків та 766 жінок.
За переписом населення України 2001 року в селі мешкало 1456 осіб.

### Мова
Розподіл населення за рідною мовою за даними перепису 2001 року:
| Мова       | Відсоток |
| ---------- | -------- |
| українська | 99,86 %  |
| російська  | 0,14 %   |

## Історія
В писемних джерелах село згадується в 1577 році, коли воно належало до Несухоїжського замку князя Романа Сангушка.[джерело?]
Біля села, 17 лютого 1946 року, в бою з підрозділами внутрішніх військ МДБ загинув полковник УПА Петро Олійник.
До 9 червня 2017 року — адміністративний центр Рудниківської сільської ради Маневицького району Волинської області.
12 червня 2020 року, відповідно до розпорядження Кабінету Міністрів України № 708-р «Про визначення адміністративних центрів та затвердження територій територіальних громад Волинської області», село увійшло у склад Колківської селищної громади.
19 липня 2020 року, в результаті адміністративно-територіальної реформи та ліквідації  Маневицького району, село увійшло до складу новоутвореного Луцького району.